# Ateliers de constructions mécaniques de Vevey

Logo

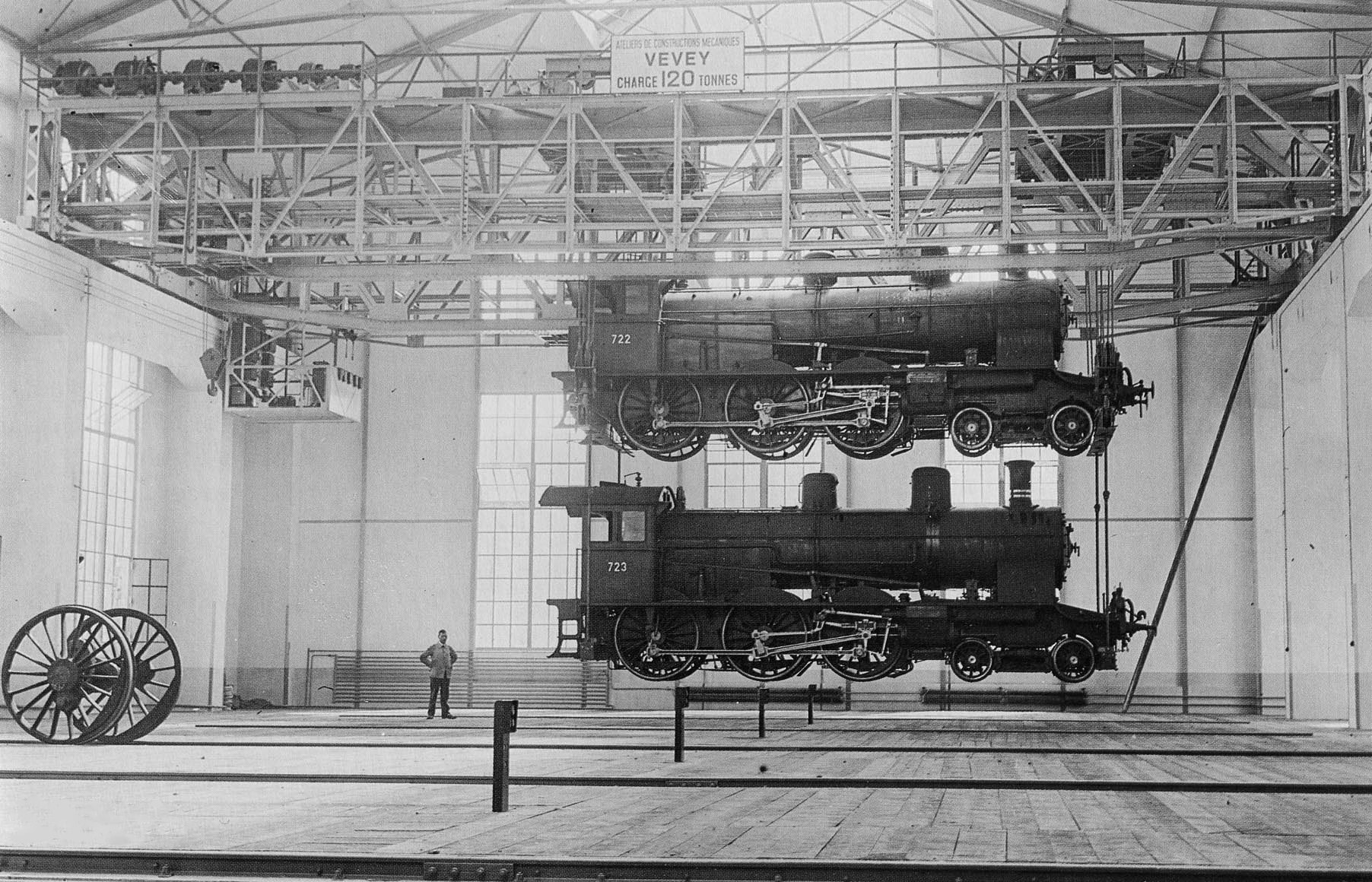
ACMV Halle Inox von 1919 mit ACMV-Brückenkran, Tragfähigkeit 120 Tonnen

Die Ateliers de constructions mécaniques de Vevey (ACMV) waren eine 1842 gegründete schweizerische Industrieunternehmung mit Schwerpunkt Maschinenbau. Der Hauptsitz in Vevey wurde 1992 geschlossen. Die Fabrik in Villeneuve wird von Bombardier Transportation (Schweiz) weiter geführt.

## Geschichte und Produkte

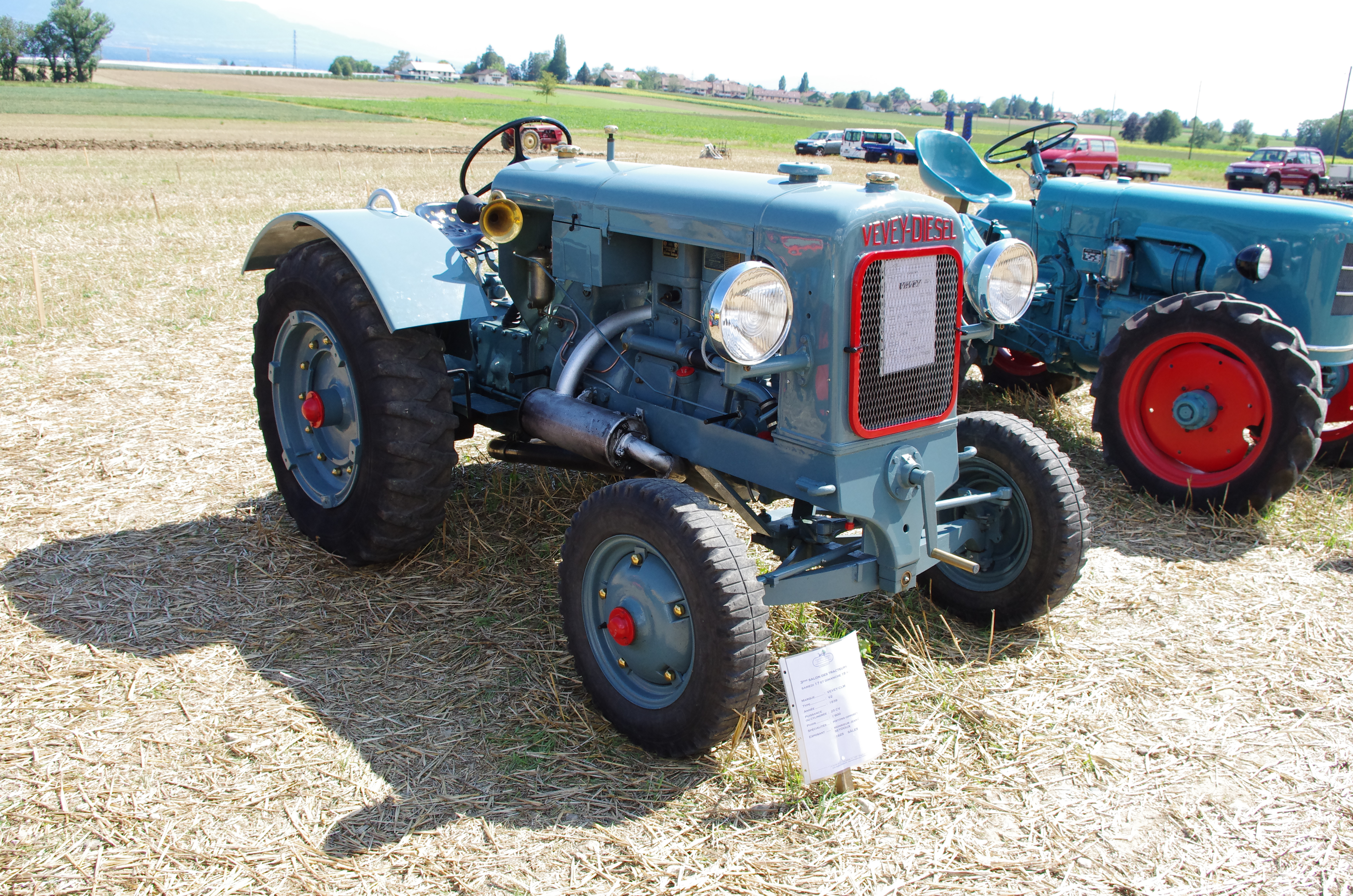
Traktor Vevey CLM V2 1939

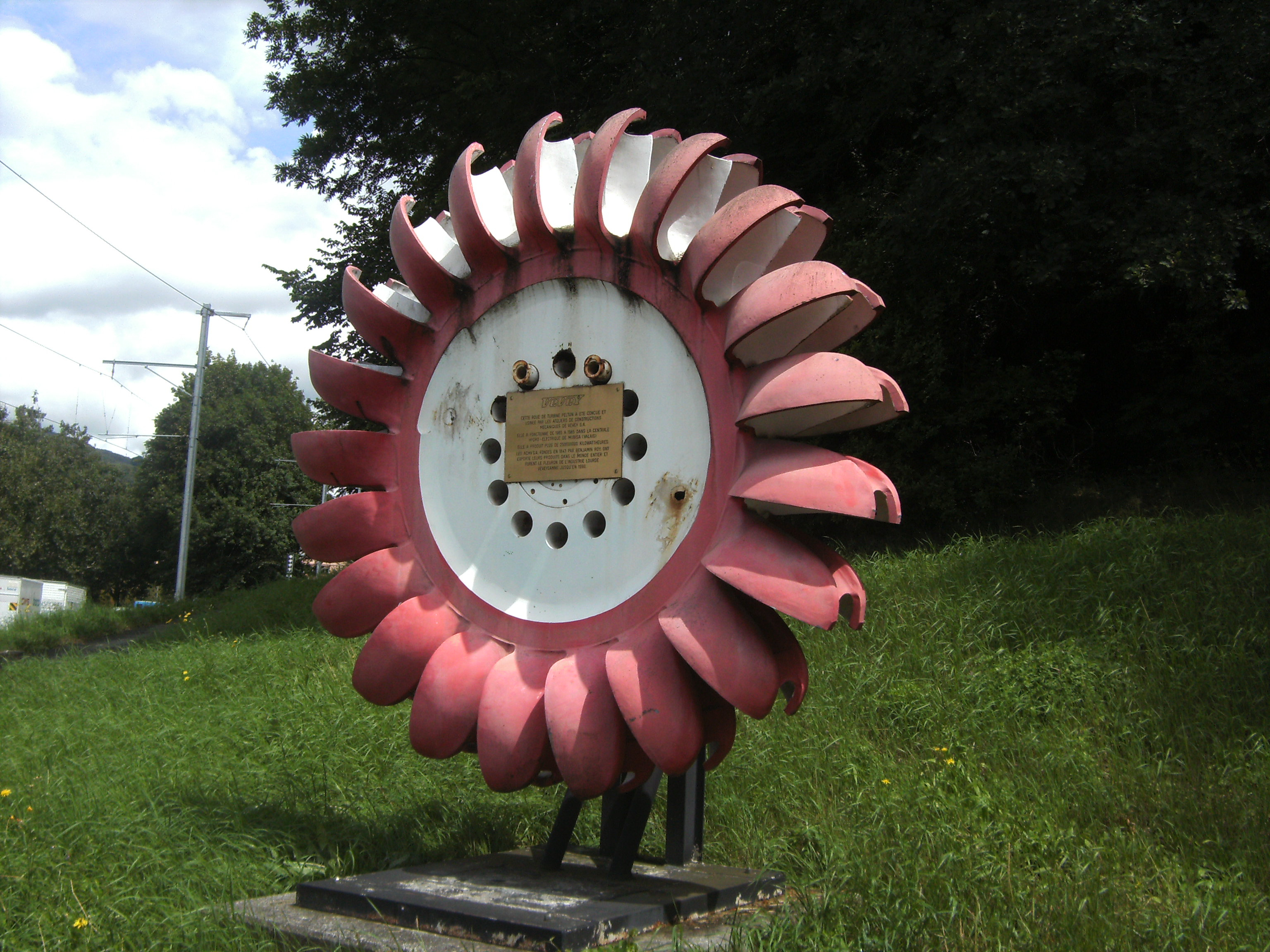
Pelton-Turbine der ACMV von 1965 bis 1985 in der Zentrale Mubisa, Ernen

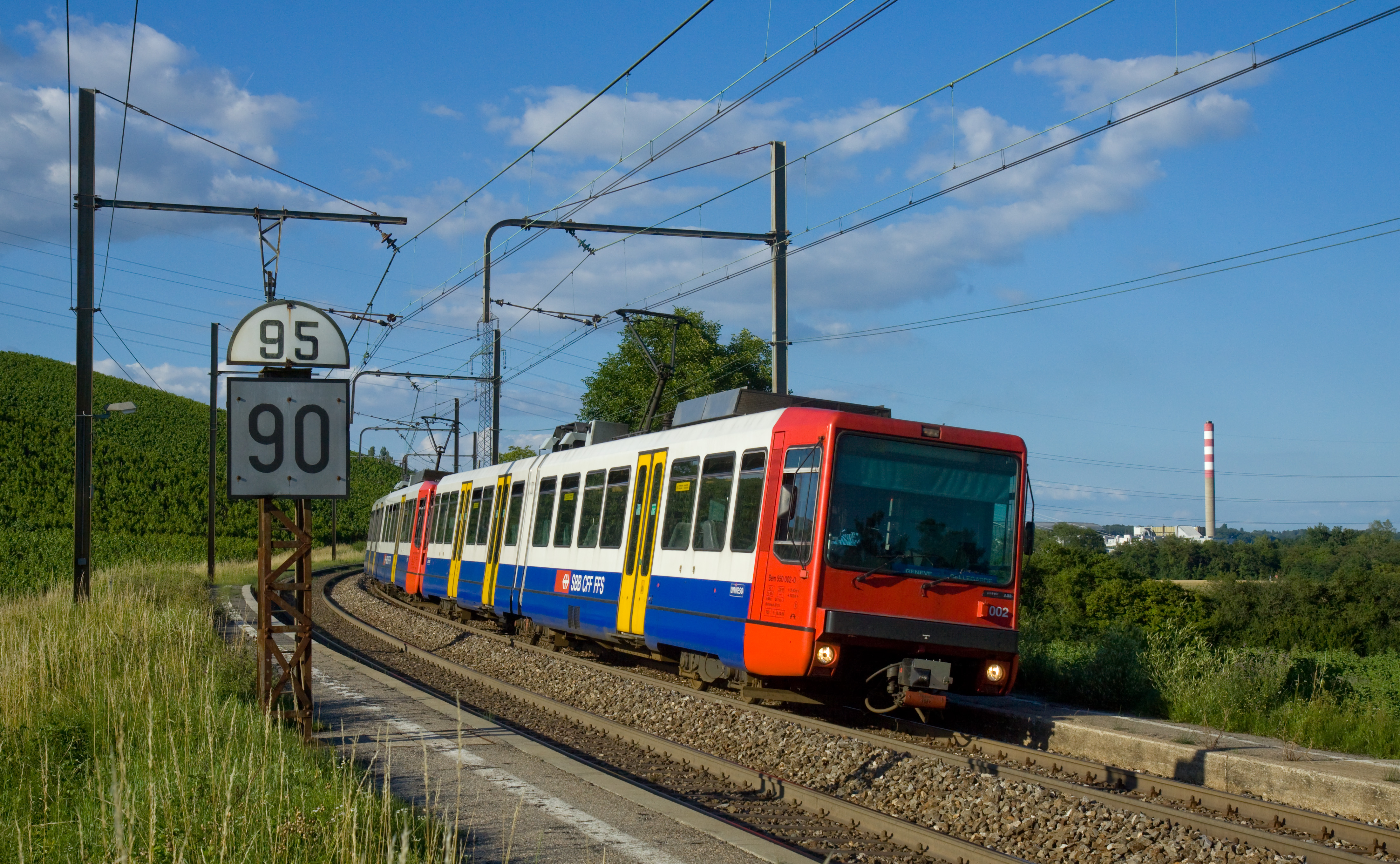
SBB Bem 550 Russin

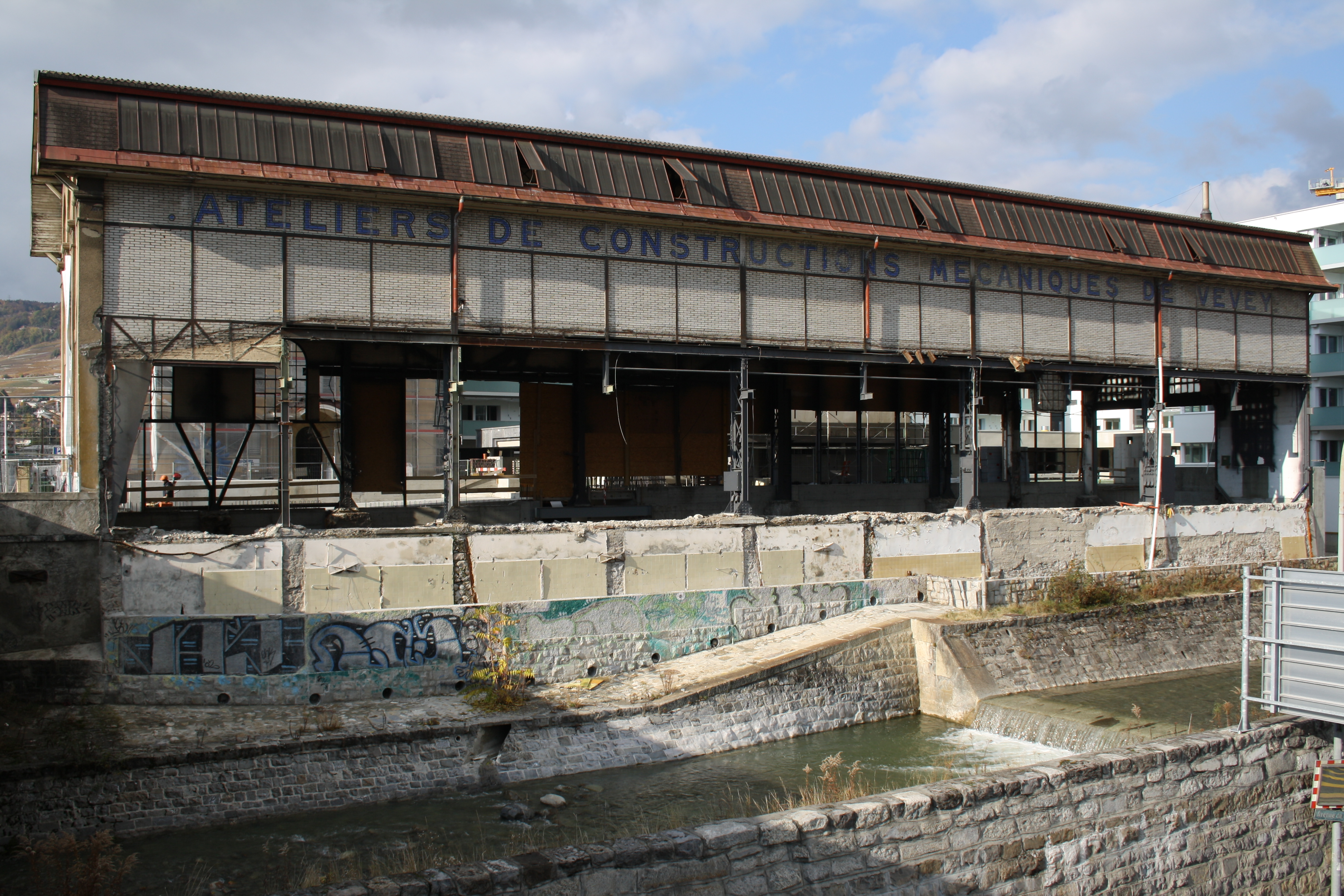
Fabrikhalle in Vevey (2011)

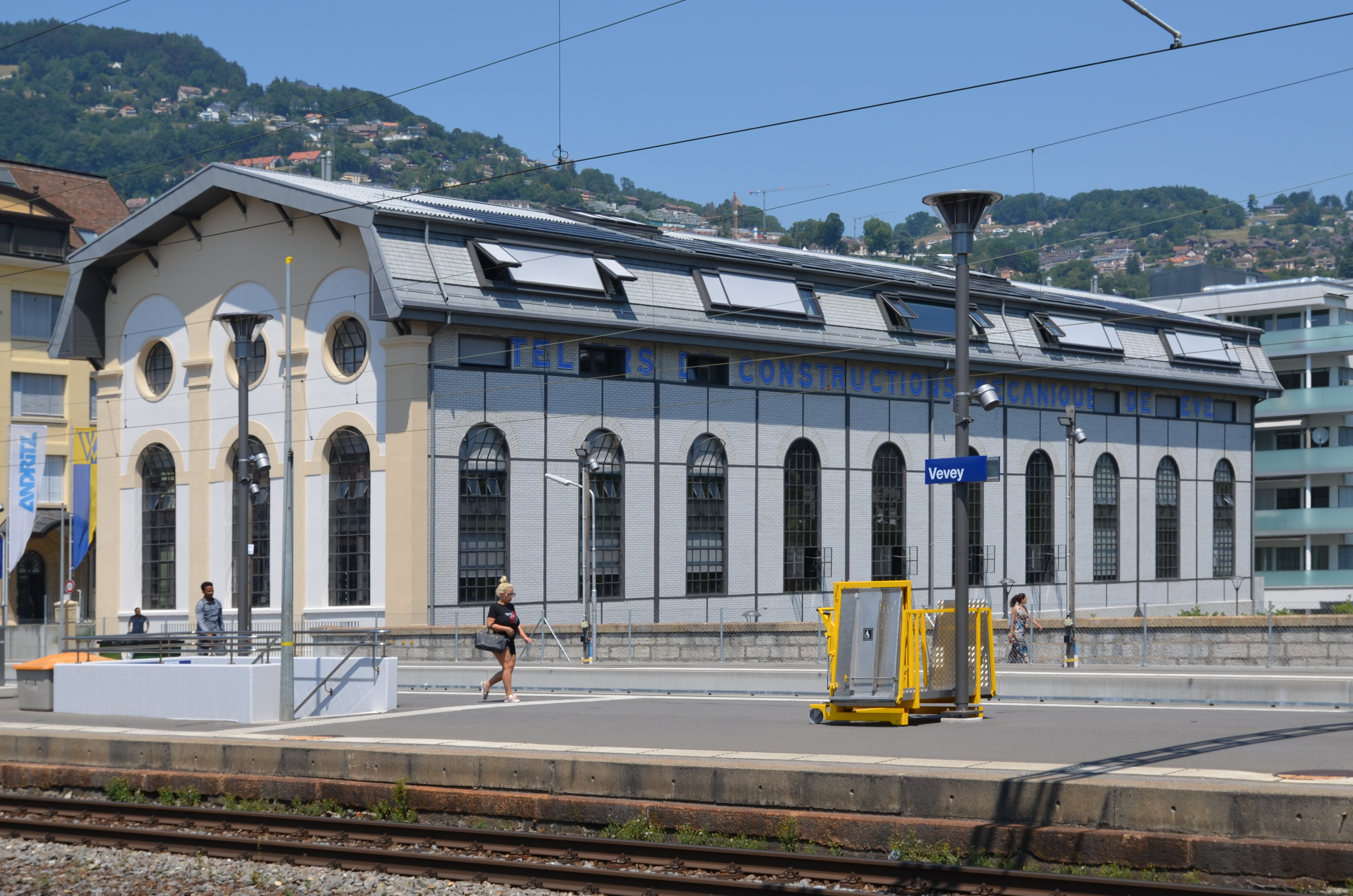
Fabrikhalle Vevey (2019)

Benjamin Roy gründete 1842 die Ateliers B.Roy & Cie. Anfänglich wurden Landwirtschaftsmaschinen repariert und Mühleräder hergestellt. In den ersten zwei Jahrzehnten produzierten die rund 70 Arbeiter hydraulische Maschinen, Dampfmaschinen, Pressen, Transmissionen, diverse Motoren und Landwirtschaftsmaschinen. Anschliessend wurden neben der Giesserei moderne schwere Maschinen hergestellt, die an Kunden wie den König von Rumänien, die französische Regierung und das italienische Kriegsministerium geliefert wurden. Die hydraulischen Turbinen eroberten den Weltmarkt (Europa, Kanada, Java, Amerika). Von 1866 bis 1875 wurden 226 Turbinen hergestellt, wovon 45 Prozent nach Europa exportiert wurden. Daneben wurden Brücken, Metallkonstruktionen für Kanäle (Cavour Kanal), Werkzeugmaschinen sowie Kompressoren, Turbinen, Bohrmaschinen für den Tunnelbau (Gotthardtunnel 1874) produziert.
1885 musste sich Roy aus dem Geschäft zurückziehen und nach mehreren Besitzerwechseln wurden die Ateliers de constructions mécaniques de Vevey (ACMV) 1895 von Ami Chessex mit einem Aktienkapital von 375.000 Franken gegründet. Die Ateliers wurden nach und nach mit den Abteilungen Metallkonstruktionen, Brücken, Pumpen, Kompressoren, Raumfahrttechnologie usw. vergrössert. Neue Gebäude für die Metallkonstruktionen, die Verwaltung, eine Wasserturbinenversuchsstation und eine Fabrik für den Traktor «Vevey-Diesel» entstanden. In den Jahren 1937 bis 1963 wurden rund 3300 Vevey-Traktoren gebaut. Grosse Stückzahlen des Armeemodels wurden zwischen 1941 und 1957 für die Schweizer Armee produziert, darunter auch Raupentraktoren als Flugzeugschlepper.
Probleme mit den veralteten Anlagen zwangen das Unternehmen 1962 zu modernisieren und sich auf die Fabrikation von schweren Konstruktionen (unter anderem Brückenkräne für französische Kernkraftwerke und Methangaskessel für die Vereinigten Staaten) zu beschränken. Die über hundertjährige Giesserei wurde aufgegeben und 1962 die Produktion von Vevey-Traktoren eingestellt. Bis 1973 wurde die Logistik der beiden Produktionssektoren schwere Schweisskonstruktionen, hydraulische und mechanische Maschinen sowie Eisenbahnwagenbau (Villeneuve) mehrfach angepasst.
1948 wurde in Villeneuve eine Fabrik zur Herstellung von Eisenbahnwagen, hauptsächlich Güterwagen, eröffnet. 1954 wurden die ersten Strassenbahnen für die Société des tramways lausannois und die Lugano-Cadro-Dino-Bahn hergestellt, 1957 die Erstausstattung für den Trolleybus Vevey–Villeneuve, 1967 ein erster Reisezugwagen für die Chemin de fer Aigle–Ollon–Monthey–Champéry (AOMC), 1977 der erste Triebzug für die Chemin de fer Bière–Apples–Morges (BAM) und 1984 der erste Niederflurstrassenbahnwagen für die Transports publics genevois (TPG) Genf.
Trotz Senkung der Beschäftigtenzahl (1986: 750) und ab 1987 mehrerer Reorganisationen konnte nicht verhindert werden, dass die ACMV nach der Eingliederung von 1989 in eine Holdinggesellschaft unter dem Dach der Omni Holding AG 1992 schliessen musste.
Die Herstellung von Eisenbahnwagen konnte in der Fabrik Villeneuve weitergeführt werden. Die Vevey Technologies SA beschäftigte Ende 1996 180 Personen und wurde nach mehreren Handwechseln 1998 von Bombardier gekauft. 2004 wurde sie die Produktionsstätte von Bombardier für den Schweizer Markt übernommen. 2008 konnte in Villeneuve eine dritte Montagehalle erstellt werden. Nachfolger von ACMV sind neben Bombardier, Andritz Hydro in Vevey und APCO Technologies (für Raumfahrt und Nuklearindustrie) in Aigle.

### Turbinenherstellung in der zweiten Hälfte des 19. Jahrhunderts
Benjamin Roy gehört zu den führenden Turbinenhersteller der Schweiz. Die Turbinenherstellung für Kraftwerke ist einer der «Motoren» der Industrialisierung und der Exportwirtschaft:
| Hersteller                                                              | Zeitraum  | Gesamtproduktion           | davon exportiert               |
| ----------------------------------------------------------------------- | --------- | -------------------------- | ------------------------------ |
| Escher Wyss AG, Zürich                                                  | 1844–1875 | 801 Turbinen               | 65,8 %                         |
| Benjamin Roy, Vevey                                                     | 1866–1875 | 226 Turbinen               | 45 % (Europa)                  |
| J.J.Rieter, Winterthur                                                  | 1854–1883 | 350 Installationen         | 30 % (Russland, Norwegen)      |
| Socin & Wick, Basel                                                     | 1867–1883 | 320 Turbinen (95 % Girard) | 70 % der Girardturbinen        |
| Theodor Bell, Kriens                                                    | 1859–1883 | 200 Turbinen               | 50 % (davon 70 % nach Italien) |
| Maschinenwerkstätte Eisengiesserei M. Weniger, St. Georgen (St. Gallen) | 1856–1883 | 130 Turbinen               | 28 %                           |
| Faesch & Piccard, Genf                                                  | 1886–     |                            |                                |